# Pasumarru (Krishna)
Pasumarru es una aldea ubicada en el distrito de Krishna del estado indio de Andhra Pradesh. 

## Geografía
Está ubicada en el mandal de Pamarru en la división de ingresos de Gudivada.

## Demografía
Según el censo de 2011, tenía una población de 1863 habitantes.